# География Марокко

Марокко

Омывается на севере водами Средиземного моря и на западе — Атлантического океана. Гибралтарский пролив отделяет Марокко от материка Европы. На востоке и юго-востоке граничит с Алжиром, на юге — с Западной Сахарой. Юго-восточная граница в пустыне Сахара точно не определена.
Общая площадь страны 446 550 км². По этому показателю Марокко занимает 57-е место в мире.
Общая протяженность сухопутные границы — 2 018 км. В том числе с такими странами как: Алжир — 1 559 км, Западная Сахара (оккупирована Марокко) — 443 км, Испания (Сеута) — 6,3 км, Испания (Мелилья) — 9,6 км.
Береговая линия страны: 1 835 км.
На северном побережье Марокко расположены испанские эксклавы Сеута и Мелилья. Страна делится на четыре физико-географических региона: Эр-Риф, или горный район, лежащий параллельно средиземноморскому побережью; Атласские горы, протянувшиеся через страну с юго-запада на северо-восток от Атлантического океана до Эр-Рифа, от которого их отделяет впадина Таза; регион обширных прибрежных равнин атлантического побережья; долины, лежащие на юг от гор Атласа, переходящие в пустыню. Высочайшая точка страны — гора Тубкаль (4165 м) — находится в хребте Высокий Атлас. Эр-Риф поднимается до (2440 м) над уровнем моря, Себха-Тах — самое низко расположенное место в Марокко — 55 метров ниже уровня моря. Главные реки страны: Мулуя, впадающая в Средиземное море, и Себу, впадающая в Атлантический океан.

## Климат
Климат при перемещении по территории Марокко несколько изменяется.
На средиземноморском побережье страны климат мягкий, субтропический. Средняя температура здесь летом составляет около +24-28 °С (иногда достигая +30-35 °С), а зимой +10-12 °С. При движении на юг климат становится всё более континентальным, с жарким (до +37 °С) летом и прохладной (до + 5 °С) зимой. Суточный перепад температур может достигать 20 градусов.
На северо-западную часть страны большое влияние оказывают воздушные массы с Атлантического океана. Из-за этого климат здесь более прохладный, а суточные перепады температур значительно ниже, чем на остальной территории страны. Довольно мягкий субтропический климат резко ухудшается в дни шерги, горячего и пыльного ветра из Сахары. В горных районах Атласа климат сильно зависит от высоты места. Осадков выпадает от 500—1000 мм в год на севере до менее 200 мм в год на юге. Западные склоны Атласа время от времени получают до 2000 мм осадков, нередки даже наводнения местного масштаба, в то время как на юго-востоке страны бывают годы, когда осадки не выпадают вовсе.

## Пещеры
В Марокко известно множество пещер в известняках, которыми занято 15 % территории страны. Много пещер под покровом базальтов. В Центральном Марокко также имеются пещеры в песчаниках. Около 20 полостей в Марокко имеют длину более 1 км и глубину более 100 м.

### Список
- Вит-Тамдун (протяжённость 7550 м)
- Гхар-Хара (протяжённость 6200 м)
- Гхар-Горан (протяжённость 1670 м)
- Кеф-Тогобеит (глубина 713 м)
- Фриуато[англ.] (глубина более 272 м)
- Гхар-Абден (глубина 105 м)
- Геркулесовы пещеры